# バハマの国章
バハマの国章（バハマのこくしょう）は、西インド諸島にある独立国バハマの紋章である。中心に、国家の象徴と盾が描かれている。その盾はマカジキとフラミンゴで支えられている。
国章の上部、ヘルメットの上にある盾は、巻貝である。巻貝は、バハマ諸島の様々な海の生命を代表するものとして描かれている。その下の、太陽の下で航行する船をシンボルとして描かれた盾は、クリストファー・コロンブスのサンタ・マリア号の象徴である、と伝えられている。最下部に描かれている文字は、国の標語である。盾を支えているフラミンゴとマカジキは、国の象徴的な動物であり、それぞれ、大地と海を現し、島の地理を示している。

イギリス領時代の紋章（1869年-1904年　1953年-1964年）
イギリス領時代の紋章（1904年-1953年）
イギリス領時代の紋章（1964年-1971年）